# Croix d'honneur de la mère allemande
La croix d'honneur de la mère allemande (Ehrenkreuz der Deutschen Mutter) ou plus simplement la croix des Mères (Mutterkreuz) était une médaille d'État décernée par le Troisième Reich (Reich allemand). Elle est créée en 1938. Cette décoration distinguait l'excellence de certaines mères allemandes. Réservée à l'origine pour les seules natives allemandes, elle s'étend progressivement à l'Autriche et aux Sudètes.
Comportant trois ordres (bronze, argent et or), elle est créée le 16 décembre 1938 ; la première récipiendaire est décorée le 21 mai 1939 et la décoration disparaît avec la chute du Troisième Reich, le 8 mai 1945. La description de la décoration est : « Als sichtbares Zeichen des Dankes des Deutschen Volkes an kinderreiche Mütter stifte ich das Ehrenkreuz der Deutschen Mutter ».
Magda Goebbels, épouse du ministre de la Propagande Joseph Goebbels, est la première à recevoir cette médaille.

## Admissibilité
Les mères doivent être « de sang allemand, héréditairement en bonne santé et respectables ». Les degrés d’attributions remplissent les conditions suivantes :
- Bronze : mère de quatre enfants ;
- Argent : mère de six enfants ;
- Or : mère de huit enfants[1].

En tout 5 millions de femmes recevront cette décoration.

## Sources
- (en) Cet article est partiellement ou en totalité issu de l’article de Wikipédia en anglais intitulé « Cross of Honor of the German Mother » (voir la liste des auteurs).